# Kostolná pri Dunaji
Kostolná pri Dunaji (bis 1948 slowakisch „Hasvár“; deutsch Gaswar, ungarisch Egyházfa) ist eine Gemeinde im Westen der Slowakei nahe der Stadt Senec.

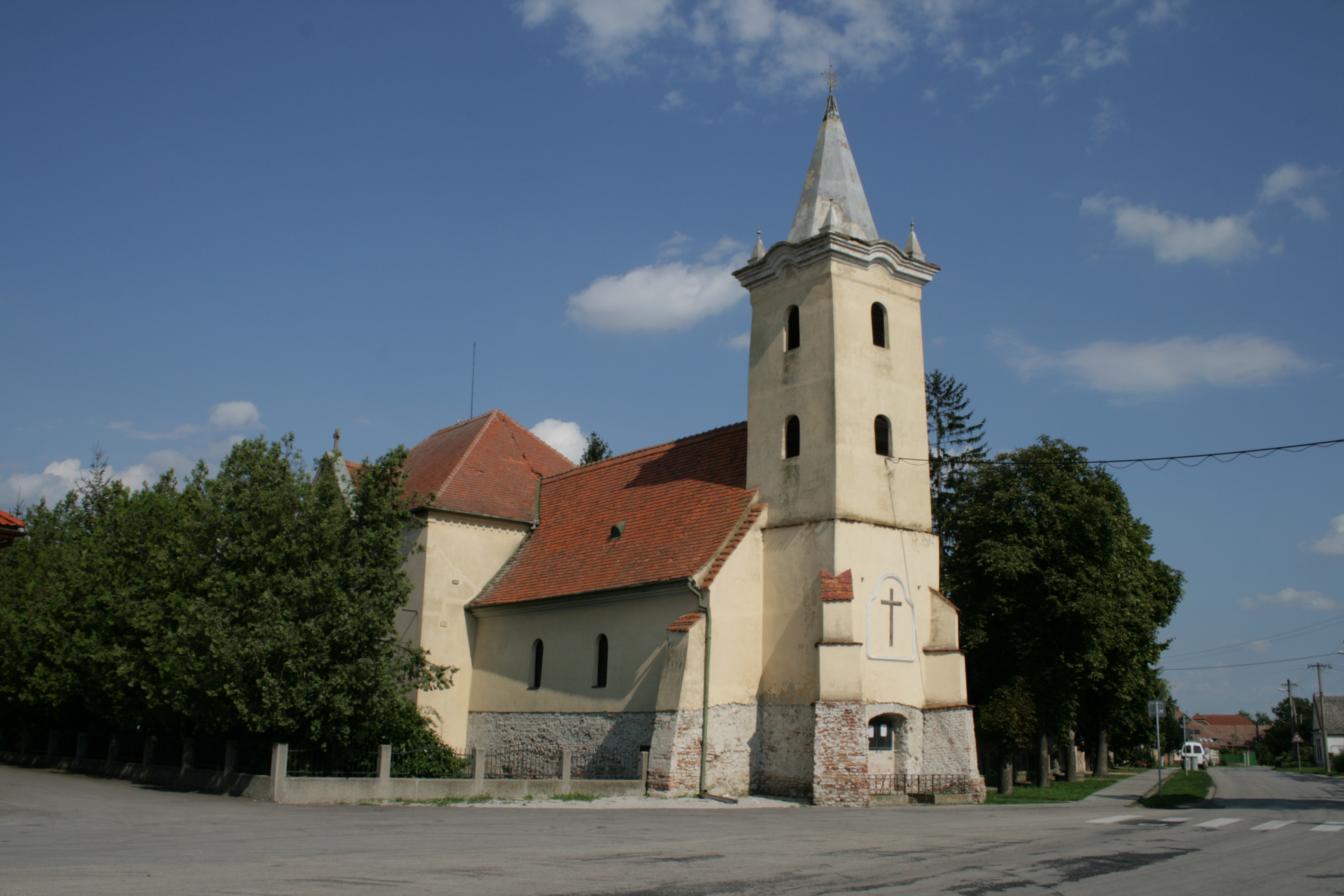
Kirche

Der Ort wurde 1332 zum ersten Mal schriftlich erwähnt. Zu ihr gehört der Ort Malý Šúr (1943 eingemeindet; deutsch Klein-Schur, ungarisch Pénteksúr).
Bis 1918 gehörte die Gemeinde zum Königreich Ungarn und kam dann zur neu entstandenen Tschechoslowakei, durch den Ersten Wiener Schiedsspruch kam sie von 1938 bis 1945 kurzzeitig wieder zu Ungarn.
Der Ort gruppiert sich um die Kirche des Rosenkranzes der heiligen Maria aus dem 13. Jahrhundert.

## Kultur
- Siehe auch: Liste der denkmalgeschützten Objekte in Kostolná pri Dunaji

## Bevölkerung
| Jahr                | 1994 | 2004    | 2014     | 2024     |
| ------------------- | ---- | ------- | -------- | -------- |
| Anzahl der Personen | 466  | 470     | 592      | 901      |
| Unterschied         |      | +0,85 % | +25,95 % | +52,19 % |

| Jahr                | 2023 | 2024    |
| ------------------- | ---- | ------- |
| Anzahl der Personen | 873  | 901     |
| Unterschied         |      | +3,20 % |